# Micromacromia zygoptera
Micromacromia zygoptera är en trollsländeart som först beskrevs av Friedrich Ris 1909.  Micromacromia zygoptera ingår i släktet Micromacromia och familjen segeltrollsländor. IUCN kategoriserar arten globalt som livskraftig. Inga underarter finns listade i Catalogue of Life.